# Irish League 1899/1900
Desátý ročník Irish League (1. irské fotbalové ligy) se konal letech 1899 a 1900. Celkem soutěž hrálo šest klubů. Historicky první titul získal klub Belfast Celtic FC.